# Comunidad nativa Isla de los valles
Isla de los valles es una comunidad nativa de los pueblos Matsigenka y Yine, ubicada en el distrito de Fitzcarrald, provincia del Manu, departamento de Madre de Dios, en Perú. Esta comunidad cuenta con resolución de reconocimiento R. 463-98-MA-DSRA-MD-RI de fecha 19/06/1998 y titulación de la localidad R.D. 049-2003-MA-DRA-MDD de fecha 19/06/2003.

## Extensión, población y lengua
La comunidad cuenta con una extensión de 7120.27029236 hectáreas y una población de 63 habitantes. Esta comunidad es de la lengua Arawak.

## Educación y salud
Esta comunidad cuenta con una institución de educación intercultural bilingüe de nivel básico y no cuenta con un centro de salud